# Ližnjan
Ližnjan (en italien : Lisignano) est un village et une municipalité située dans le comitat d'Istrie, en Croatie. Au recensement de 2001, la municipalité comptait 2 945 habitants, dont 79,35 % de Croates et 6,08 % d'Italiens et le village seul comptait 989 habitants.

## Localités
La municipalité de Ližnjan compte 5 localités :
- Jadreški (Giadreschi)
- Ližnjan (Lisignano)
- Muntić (Monticchio)
- Šišan (Sissano)
- Valtura (Altura)